# Octoplasia basilanensis
Octoplasia basilanensis är en skalbaggsart som beskrevs av Takashi Itoh 1996. Octoplasia basilanensis ingår i släktet Octoplasia och familjen Melolonthidae. Inga underarter finns listade i Catalogue of Life.